# 성천강구역
성천강구역(城川江區域)은 함흥시의 행정구역 중 하나이다.

## 상세
지명의 유래는 함흥시와 함주군 사이에서 발원하는 성천강이다. 원래는 성천구역이였으나, 1990년대 성천강구역으로 개편되면서 오늘날까지 그 이름을 유지하고 있다. 성천강화학공장, 성천강전기공장이 이곳에 소재한다.

## 연혁
- 1970년 성천구역 설치
- 1990년 성천강구역 개편
- 2001년 성천강구역 폐지
- 2005년 성천강구역 신설

## 행정구역
- 서문동[2][3]
- 동문동
- 중앙동
- 금사동
- 성천동
- 통남1동
- 통남2동
- 삼일동
- 남문1동
- 남문2동
- 광화동
- 상신흥동
- 신흥1동
- 신흥2동
- 하신흥동
- 용흥1동
- 용흥2동
- 연지동

## 같이 보기
- 함흥시
- 흥남시
- 함경남도